# Clare-Hope Ashitey
Clare-Hope Ashitey (Enfield, 12 febbraio 1987) è un'attrice britannica.

## Filmografia

### Cinema
- Shooting Dogs, regia di Michael Caton-Jones (2005)
- I figli degli uomini (Children of Men), regia di Alfonso Cuarón (2006)
- Exodus, regia di Penny Woolcock (2007)
- Jimi: All Is by My Side, regia di John Ridley (2013)
- I.T. - Una mente pericolosa (I.T.), regia di John Moore (2016)

### Televisione
- Top Boy – serie TV, 5 episodi (2011-2019)
- Suspects – serie TV, 26 episodi (2014-2016)
- Doctor Foster – serie TV, 6 episodi (2015-2017)
- Master of None – serie TV, episodio 2x01 (2017)
- Shots Fired – serie TV, 10 episodi (2017)
- Seven Seconds – serie TV, 10 episodi (2018)
- Criminal: Regno Unito (Criminal: UK) – serie TV, episodio 1x03 (2019)
- The Feed – serie TV, 8 episodi (2019)
- Delitti in Paradiso (Death in Paradise) – serie TV, episodio 9x04 (2020)
- Doctor Who – serie TV, episodio 12x07 (2020)
- Riviera – serie TV, 8 episodi (2020)
- Funny Woman - Una reginetta in TV (Funny Woman) – serie TV, 9 episodi (2023-2024)
- Constellation – serie TV, episodi 1x04-1x08 (2023)
- La Ruota del Tempo (The Wheel of Time) – serie TV, 4 episodi (2025)

## Doppiatrici italiane
Nelle versioni in italiano delle opere in cui ha recitato, Clare-Hope Ashitey è stata doppiata da:
- Letizia Scifoni in Doctor Foster, Seven Seconds
- Juliette Esey Joseph in I figli degli uomini
- Francesca Fiorentini in Riviera
- Gemma Donati in Funny Woman - Una reginetta in TV
- Guendalina Ward in Constellation
- Mattea Serpelloni ne La Ruota del Tempo